# Gagea foliosa
Gagea foliosa är en liljeväxtart som först beskrevs av Karel Presl, och fick sitt nu gällande namn av Schult. och Julius Hermann Schultes. Gagea foliosa ingår i Vårlökssläktet och i familjen liljeväxter. Inga underarter finns listade.